# アーム筆入
アーム筆入（アームふでいれ）は、1965年にサンスター文具が発売した筆入れ。2021年時点で50年を超えるロングセラー商品となっている。

## 概要
材料に販売開始当時はまだ珍しかった高強度プラスチックポリカーボネートを使用している。商品が開発される以前、プラスチック製の筆入れはすでに存在していたが、割れやすいという欠点があった。商品企画を担当していた伊藤幸信（のちに社長）は、カミナリ族が交通信号機に投石してもランプが割れない映像をテレビニュースで目撃し、「使えるかもしれない」とその材質に興味を抱く。材料がポリカーボネートと判明して開発を始めたが、当時はこの材料を使った製品自体が世間に少なく、多くの苦労を重ねたという。さらに製品企画を提案すると役員会で「丈夫な商品が出たら買い替え需要がなくなる」と否決され、伊藤が社長にメリットを説いて「そんなに良い商品なら、売上が減ってもかまわない」と同意を取り付けて製造販売が開始された。「アーム」の名称は、プロレスラーの腕組みに由来するという。
販売当初から良好な売れ行きを示し、さらに実物を象に踏ませて「象が踏んでも壊れない」と謳ったテレビCMが1967年に放送されると、500万個を販売するヒット商品となった。このCMに対しては、「誇大宣伝ではないか」という指摘が国会議員から上がり、その議員に対して実物を100個持ち込んで金槌で叩かせ、丈夫さを認めてもらったという。さらに丈夫さに感心した議員からPTA協議会による推薦をもらうよう助言され、日本PTA全国協議会推薦商品となった。
1970年頃から学童向けの筆入れはギミック（磁石によるロックや、多面式収納）を組み込んだタイプに流行が移ってアーム筆入の売れ行きは減少、さらにカンペンケース、布製やビニール製ペンケースへと主流は変化したが、アーム筆入はロングセラー商品として存続した。
後継モデルは、現在でも定番商品として発売されている。2009年時点で年間売上は4000個と報じられている。